# Anatomia

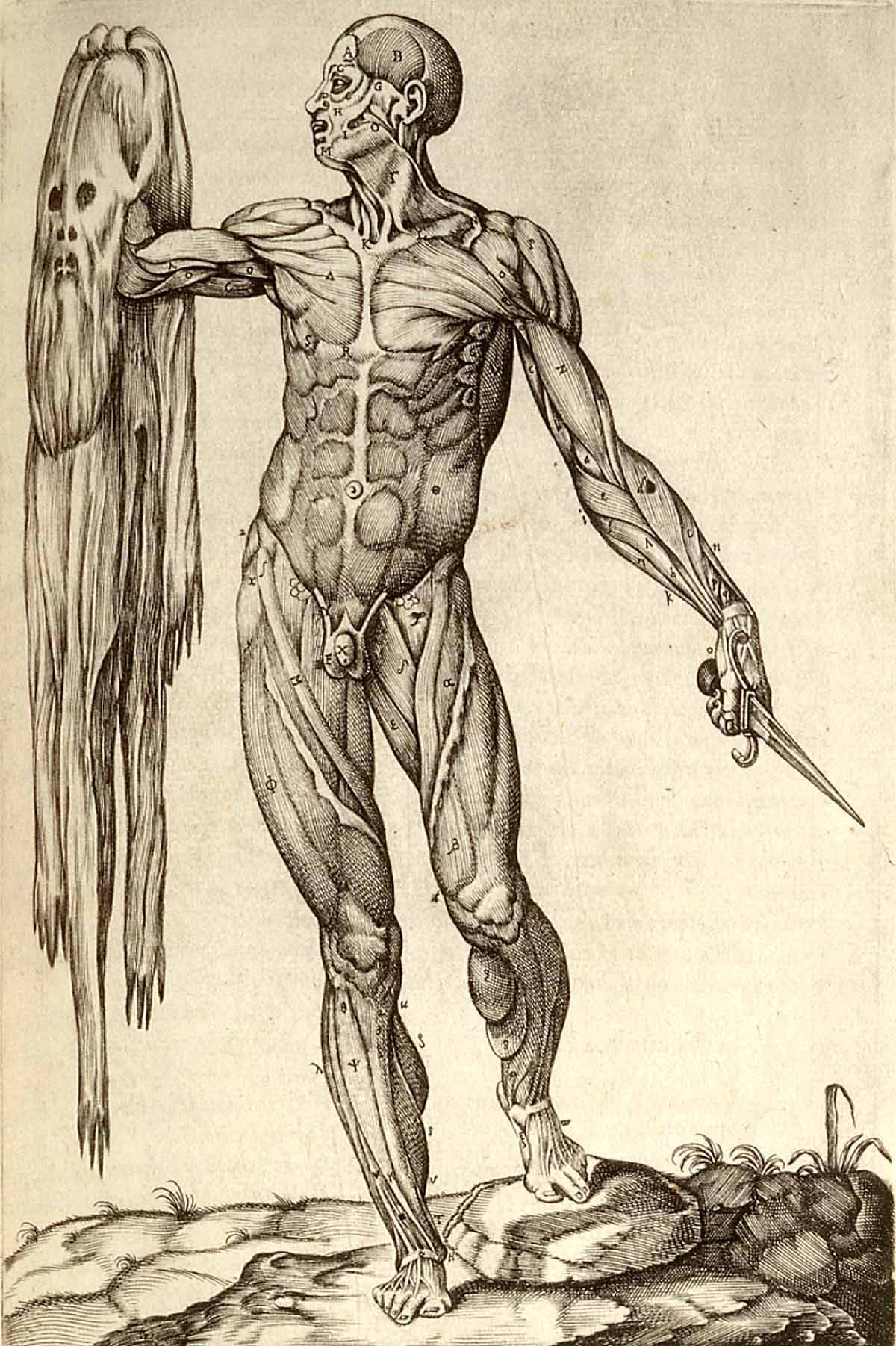
Anatomia del cos humà per Juan Valverde de Amusco

L'anatomia (del grec ανατομη, ana i tome, "tall i dissecció") és la branca de la biologia que estudia l'estructura i organització interna dels éssers vius, sovint basant-se en la dissecció. El terme designa tant la topografia, la ubicació, la disposició i la relació entre si dels òrgans que els componen.
Si bé l'anatomia es basa especialment en l'examen descriptiu de plantes, animals i éssers humans, la comprensió adequada de l'arquitectura anatòmica implica un coneixement de la funció dels organismes vius, és a dir, de la fisiologia. Per tant, l'anatomia s'ha desenvolupat simultàniament amb la fisiologia, ciència que a vegades rep el nom d'anatomia funcional o anatomofisiologia.
Els orígens de l'anatomia es remunten a l'antiguitat, i constitueix una de les primeres i més antigues ciències mèdiques de les que existeixen en l'actualitat. Els estudis de la medicina moderna van començar al segle xvi amb l'estudi de l'anatomia humana per part d'Andreas Vesal a partir de l'estudi de cossos dels reus ajusticiats. Els mètodes emprats també han evolucionat molt, des de la dissecció de cossos fins a complexes tècniques desenvolupades amb tecnologies del segle xx.
L'anatomia és considerada com una de les ciències bàsiques de la vida. Constitueix un dels estudis fonamentals i de major pes dins la clínica especialitzada o general.

## Història de l'anatomia

### Antiguitat
L'anatomia va obtenir els seus forts descobriments ben establerts a Grècia, però de fet el primer registre del seu estudi que té l'home, es va iniciar amb l'edat de pedra, aparentment al 3600 aC. Dins d'aquest període de la prehistòria trobem l'home de Cromanyó, qui va aprendre a tractar ferides en animals, així com a realitzar la trepanació a animals de diverses grandàries. La paleontologia i la paleopatologia han ajudat a la història de la medicina a detallar més la troballa dels estris de l'home de Cromanyó, així com de pintures rupestres en diverses cavernes que conten cardiotomies de mamuts, traqueotomies aplicades a equins, i diverses miotomies amb paquiderms i equins, on s'emprava instrumentaria elaborada finament amb pedra treballada i puntes de fusta.

### Edat del bronze
A l'edat del bronze, l'anatomia va tenir un gran impacte especialment a Àsia, i més concretament en el subcontinent indi. L'Índia va ser la principal font de coneixements anatòmics per a totes les escoles d'ensenyament de l'antiga ciència mèdica i, amb el pas del temps, començant a transmetre els seus ensenyaments a la Xina, l'Orient Mitjà i Àfrica. A l'Índia, al voltant del segle iii aC, aparegué el Charaka Samhita, el registre d'escriptura més antic de medicina interna, que va ser escrit per Charaka, el gran impulsor de la medicina de l'Índia o Ayurveda. Va desenvolupar la cirurgia reconstructiva, va ser antecessor i mestre del llegendari Shusruta i va realitzar les exploracions anatòmiques topogràfiques en cadàvers humans, sobretot de les estructures. Va ser el primer a descobrir l'existència de l'aparell circulatori. Charaka va establir un mètode sobre prevenció de la salut, encara funcional fins avui en dia, per la qual cosa és també considerat a escala mundial com un dels iniciadors de la medicina preventiva, la cirurgia plàstica i la medicina interna. Al seu torn, Charaka va ser el primer a manufacturar més de 113 instruments quirúrgics, que fins avui en dia alguns dels seus dissenys segueixen sent emprats en la pràctica quirúrgica.

### Edat de ferro
A l'edat de ferro, Hipòcrates, el gran metge i filòsof grec, és considerat com el pare de la medicina general. Plasmà les seves experiències d'anatomia en el seu llibre Corpus Hipocraticus, que conté des d'orientacions pràctiques sobre anatomia forense i clínica, fins a mètodes de cirurgia humana i veterinària que s'empraven aleshores a Grècia. Cal esmentar també a Erasístrat, metge grec que inicià importants estudis en fisiologia.

### Edat antiga
El primer institut d'anatomia es va establir a Alexandria, Egipte al voltant de l'any 280 aC. El mateix va passar amb moltes altres facultats i biblioteques importants, on es podia trobar la ciència i el coneixement d'aquella època. En aquest institut d'anatomia el rei va autoritzar la pràctica de disseccions als morts, que va donar la possibilitat d'examinar cossos per dins i descriure els òrgans. A l'Egipte es van trobar indicis d'importants treballs d'investigació en la descripció del cos humà. El treball original es va perdre, però moltes d'aquestes obres van ser traduïdes pels metges àrabs i es van dur a Pèrsia o Grècia, on la tradició es va continuar.
A l'edat antiga destaca també Galè, un metge i filòsof grec. Va elaborar un corpus escrit immens, amb un contingut exhaustiu, amb més de 125 volums, que tractaven sobre l'estudi anatòmic-funcional de diversos sistemes: el muscular, el nerviós, el respiratori i el circulatori. La seva preponderància com a mestre de medicina va durar més de 1400 anys a Grècia. Aquests coneixements, també es van continuar ensenyant durant l'edat mitjana.

### Edat mitjana

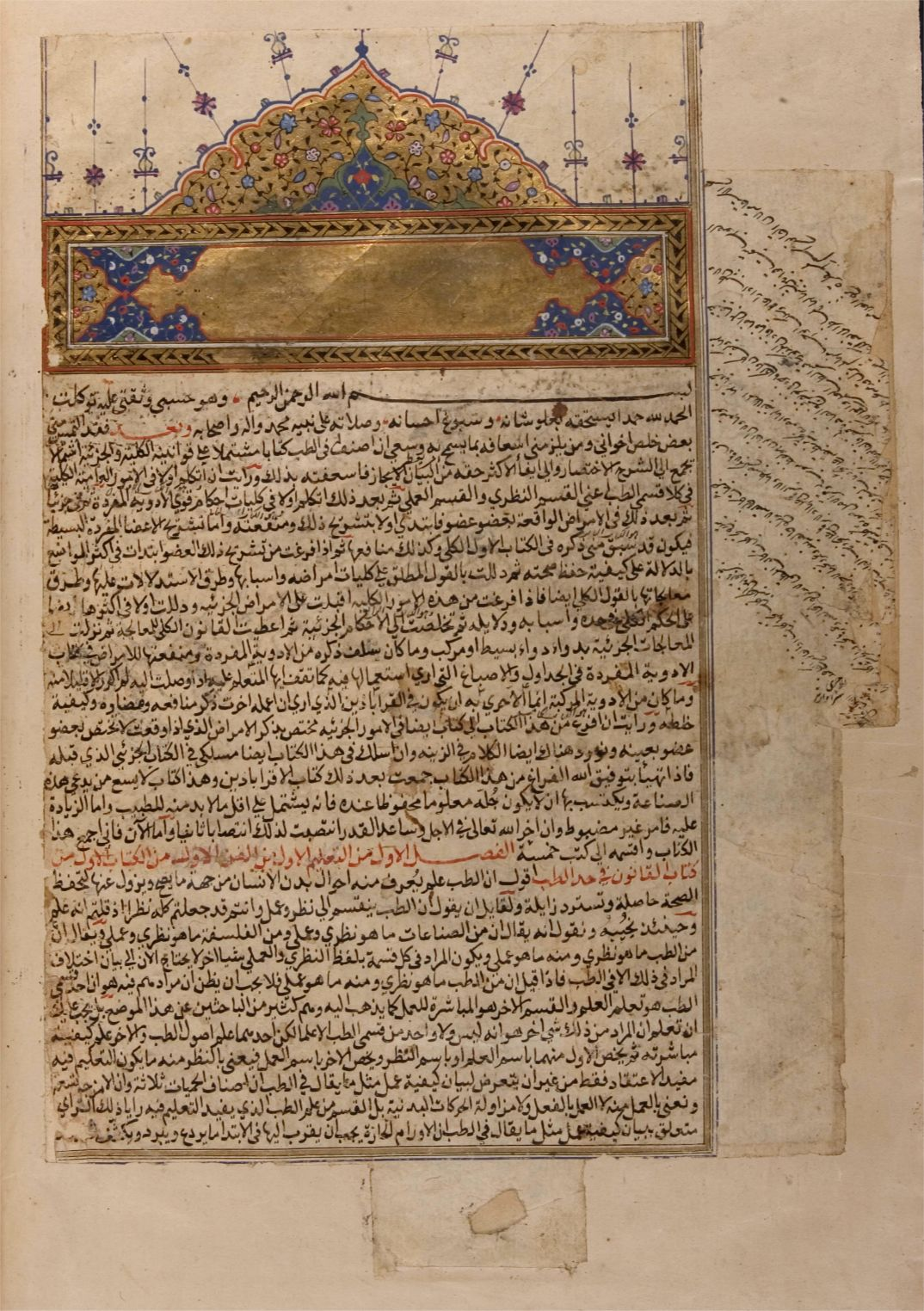
Primera plana del primer llibre del Kitāb al-Qānūn fī al-ṭibb (Llibre del cànon de la medicina) d'Avicenna

Degut a la gran autoritat atribuïda als coneixements anatòmics expressats per Galè, sumada als prejudicis morals i religiosos que representaven el sacrilegi de practicar disseccions en cadàvers, el progrés en el coneixement de l'anatomia humana quedà paralitzat durant l'edat mitjana.
El gran progrés de la medecina àrab no va incloure les disseccions humanes, també per motius religiosos. Avicenna per exemple, que va donar nombrosos detalls anatòmics dins la seua obra Cànon de la Medicina estava restringit quant a les disseccions humanes.
En el segle ix, l'estudi del cos humà va tornar a interessar als savis, gràcies a l'Escola Mèdica Salernitana, a Itàlia, i a l'obra de Constantí l'Africà, que va traduir de l'àrab al llatí nombrosos texts mèdics grecs. Després, Guillem de Salicet, Bruno da Longobucco i altres metges medievals van seguir les pràctiques i recopilació de coneixements en anatomia, fortament influenciats per Galè i Avicenna.
L'edicte de Frederic II a Nàpols consistent a forçar l'escola a introduir en el seu currículum un entrenament pràctic en anatomia el 1240, va ser decisiu en el desenvolupament d'aquesta ciència.

Mondino dei Liuzzi, Anathomia, 1541

Els precursors del període modern d'aprenentatge en anatomia van sorgir l'any 1315 a Bolonya (Italia), quan es va practicar una dissecció. En aquest any, les disseccions de cossos humans tornen a ser rutina en l'escola mèdica. Els cossos que es feien servir provenien, en general, de persones executades com a criminals. El professor Mondino de Liuzzi fou el recuperador d'aquesta pràctica, escrivint amb tots els seus resultats el llibre Anathomia (1316) que fou el primer llibre d'anatomia i fisiologia de l'edat moderna, però que es basava fortament en les ensenyances de Galè i d'Aristòtil. Aquest llibre fou imprès per primera vegada a Pàdua el 1478, havent-se fet servir durant segles en 40 edicions.
Les disseccions en aquell temps es van fer servir només per objectius educatius, sense qüestionar les escriptures antigues d'anatomia.

### Edat moderna

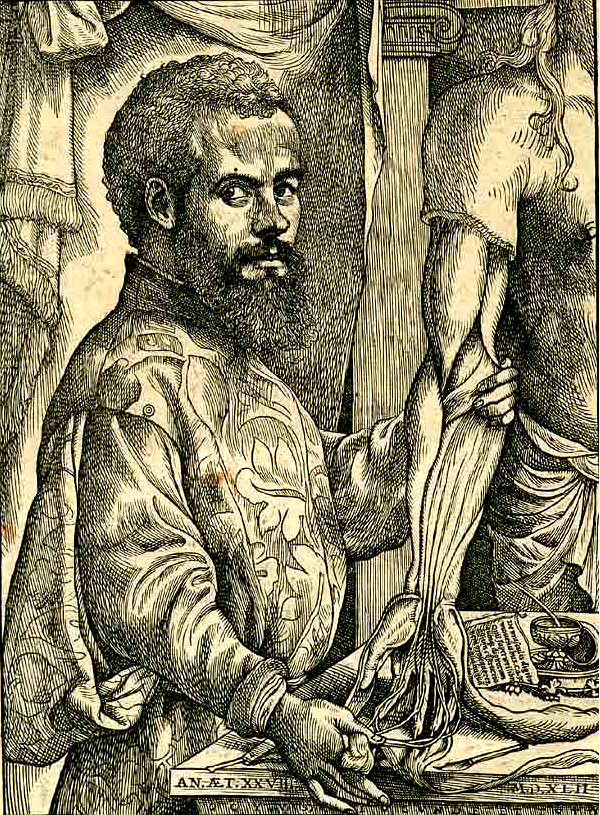
Gravat de 1542 representant Vesalius publicat a la pàgina XII en l'edició de 1543 "De humani corporis fabrica". Aquest exemplar és propietat del U.S. National Library of Medicine divisió dels National Institutes of Health

Els estudis d'anatomia i patoanatomia van florir una altra vegada al renaixement, on els universitaris d'Europa van tenir una altra vegada la possibilitat de diseccionar els morts, cosa prohibida durant la influència del catolicisme.
A l'edat moderna, Miquel Àngel Buonarroti, pintor, arquitecte i escultor italià va fer grans obres com el David. Dins d'aquesta època també van sorgir importants personatges, com és el cas de Paracels, catedràtic d'aquells temps de la Universitat de Basilea. Un dels escrits mèdics més famosos de Paracels fou De la Malaltia dels Miners i altres Malalties de Miners, que documentava els riscos laborals del treball amb metalls, incloent-hi estratègies i tractaments preventius.
Leonardo Da Vinci va tenir també una important tasca dins l'anatomia, proporcionant il·lustracions de precisió. Da Vinci començà els seus dibuixos d'anatomia al voltant de l'any 1489.
El personatge clau d'aquesta etapa del floriment de l'anatomia fou Andreas Vesal. Els seus estudis van permetre sobrepassar els estudis de Galè, gràcies a les seues pràctiques de dissecció i autòpsies. Tots els seus descobriments es van publicar el 1543 a la seua obra: De humani corporis fabrica libri septem, que va ser el primer llibre amb descripcions correctes sobre l'aparença del cos humà i del seu funcionament.
Altres investigadors importants en l'àmbit de l'anatomia foren Fal·lopi, Miquel Servet, William Harvey (1578-1657), Malpighi i Descartes (1596-1650).

### Edat contemporània
A l'edat contemporània, cal citar Leo Testut, autor del tractat anatòmic Tractat d'anatomia humana, que va tenir un fort impacte en l'estudi profund de la gastroenterologia.

## Branques de l'anatomia

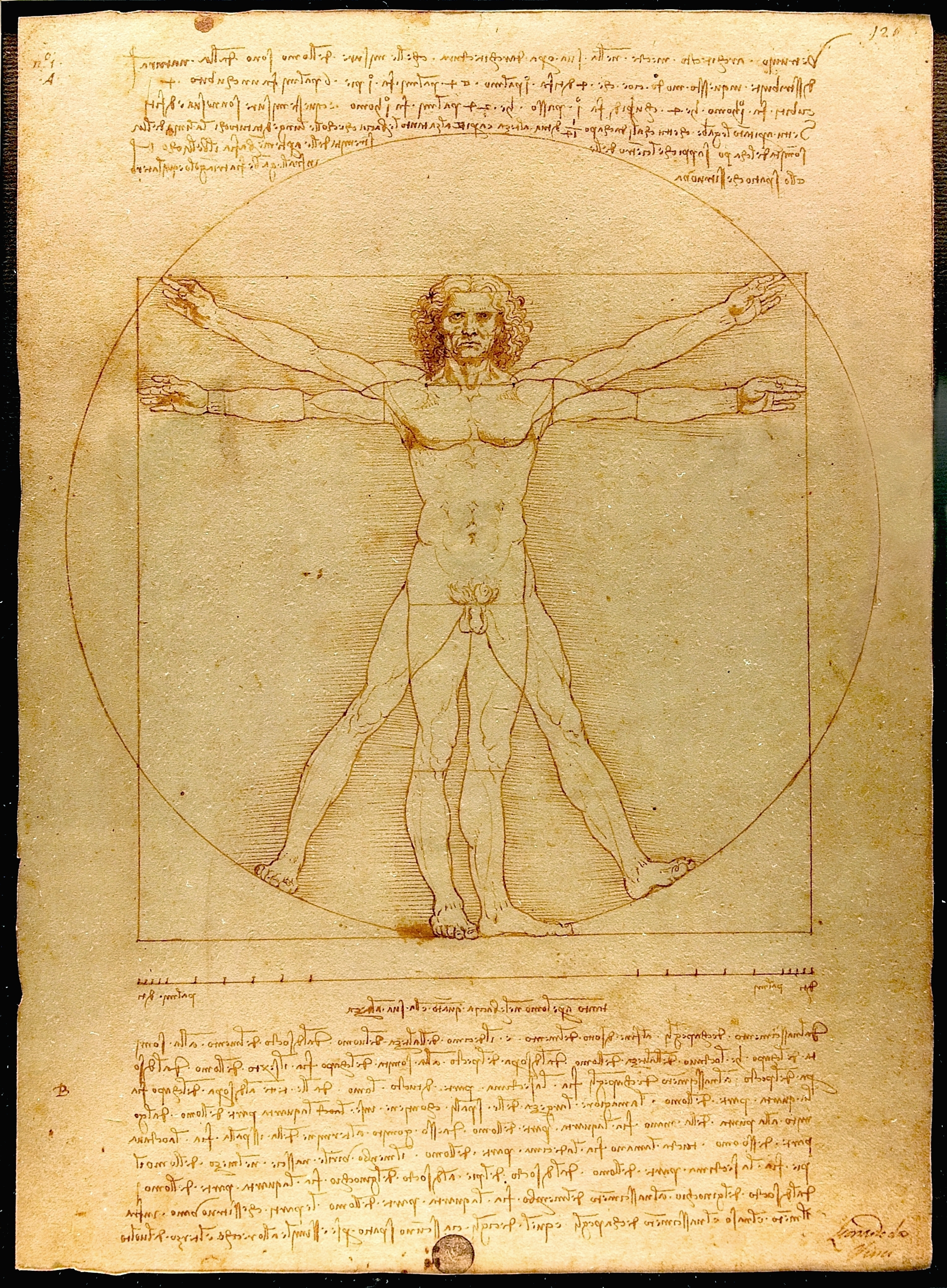
Fotografia del manuscrit de l'Home de Vitruvi.

Durant segles els coneixements anatòmics s'han basat en l'observació de plantes i animals diseccionats. No obstant això, la comprensió adequada de l'estructura implica un coneixement de la funció dels organismes vius. Per tant, l'anatomia és gairebé inseparable de la fisiologia. L'anatomia, que és una de les ciències bàsiques de la vida, està molt relacionada amb la medicina (humana o veterinària) i amb la botànica. És convenient subdividir l'estudi de l'anatomia en diferents aspectes. Una classificació es basa segons el tipus d'organisme en estudi; en aquest cas les subdivisions principals són les d'anatomia vegetal o botànica i l'anatomia animal o veterinària. D'igual manera, l'anatomia animal se subdivideix en anatomia comparada, quan estableix les similituds i diferències entre els diferents tipus d'animals i estirps biològiques.
L'anatomia també es pot classificar segons els processos biològics. Per exemple, per una banda, l'anatomia del desenvolupament (estudi dels embrions en diferents etapes) i, per l'altra, l'anatomia patològica o estudi descriptiu dels òrgans malalts. Altres subdivisions, com l'anatomia quirúrgica i l'anatomia artística (com per exemple en l'obra Home de Vitruvi de Leonardo da Vinci), es basen en la relació de l'anatomia amb altres activitats sota el títol general d'anatomia aplicada. Una altra forma més de subdividir l'anatomia depèn de les tècniques emprades, com per exemple la microanatomia, més coneguda com a anatomohistologia, que es basa en les observacions de cèl·lules i teixits obtinguts amb ajuda del microscopi.
D'una manera més exhaustiva, dins l'anatomia es poden considerar les següents branques:
- Anatomia topogràfica: estudia sintèticament les diferents parts (òrgans, aparells, etc.) dels éssers vius i les relacions que s'estableixen entre elles de manera relacionada amb la posició que ocupen.
- Anatomia veterinària o, com es coneix vulgarment, anatomia animal: estudia l'estructura dels animals.
- Anatomia humana: estudia l'estructura de l'ésser humà, encara que s'enfoca a estudiar l'edat adulta.
- Anatomia comparada: estudia les diferències i similituds entre diverses espècies i estirps.
- Anatomia vegetal: estudia l'estructura de la flora, que en general el seu estudi complet és de tipus botànic anatomohistològic.
- Anatomia forense: estudia les estructures del cos humà sotmeses a circumstàncies de mort.
- Anatomia patològica: estudia les estructures del cos humà que han estat alterades per malalties.
- Anatomia clínica: estudia l'estructura del cos humà sanes i danyades per procedir a la clínica.
- Anatomia odontal: estudia l'estructura de la cavitat oral. És un estudi exclusiu i aprofundit de l'odontologia.
- Anatomia descriptiva: estudia l'estructura del cos humà quant a la seva pura descripció anatòmica.
- Anatomia funcional: estudia l'estructura del cos humà de manera fisiològica.
- Anatomia quirúrgica: estudia l'estructura del cos humà que és sotmesa, o preparada a un procediment quirúrgic.
- Anatomia artística: estudia les estructures diverses del cos humà per ser esplaiat en arts gràfiques, i disseny biomèdic.
- Anatomia del desenvolupament: estudia a les estructures que canvien des de l'etapa embrionària fins al començament de la joventut.
- Anatomia embriològica: estudia el canvi de les estructures i la seva condició en l'etapa embrionària.
- Anatomia pediàtrica: estudia a l'estructura del nounat cap al principi de l'adolescència.
- Anatomia geriàtrica: estudia l'estructura del pacient durant la tercera edat.
- Anatomia esportiva: estudia l'estructura anatòmica de l'esportista.
- Anatomia radiològica: estudia a les estructures profundes per mitjà d'aparells radiològics.
- Anatomia segmentària: estudia al cos humà en regions i porcions.
- Anatomia sistemàtica: estudia al cos humà en sistemes i aparells.
- Neuroanatomia: estudia a tot el sistema nerviós.
- Anatomohistologia: estudia l'estructura dels teixits en funció de la seva disposició anatòmica.
- Bantologia és la branca de l'anatomia que es dedica a l'estudi de les fàscies i de les aponeurosis.[cal citació]
- Sindesmologia és la branca de l'anatomia que es dedica a l'estudi dels lligaments.[cal citació]

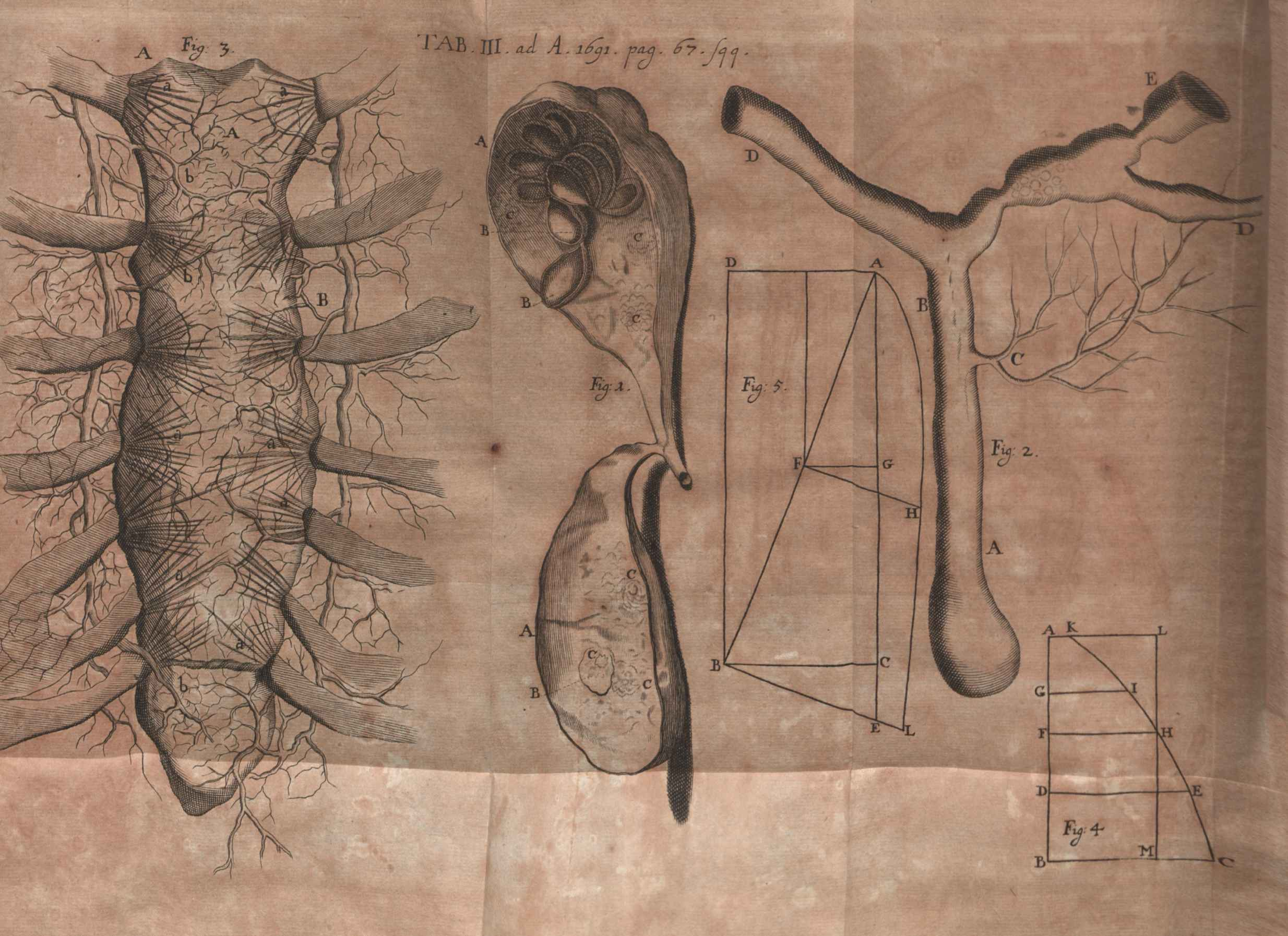
Illustraciò de Acta Eruditorum, 1691

- Illustraciò de Acta Eruditorum, 1691Condrologia és la branca de l'anatomia que es dedica a l'estudi dels cartílags.[cal citació]

## Nomenclatura

Plans de l'anatomia

Abans que l'anatomia comencés a disposar de nomenclatura oficial, es va crear una mena de llenguatge tècnic. El llenguatge tècnic s'estandarditza, de manera que és el mateix al món sencer, per exemple, via el sistema NA (Nomina Anatomica), que fou l'últim en ser revisat el 1998. Moltes de les contribucions al llenguatge tècnic s'han fet amb el llatí o llatinització del grec antic.
Per a cada senzilla estructura anatòmica hi ha un nom (a vegades més d'un), de manera que es pot representar mitjançant diferents talls i direccions, que ajuden a descriure l'estructura completa.

### Plans de secció
Normalment es fan servir tres plans, per tal de dibuixar seccions del cos humà: El pla horitzontal, el pla frontal i el pla sagital. El pla medià és un tipus de pla sagital, que parteix el cos en dues meitats simètriques (essent d'aquesta manera el pla sagital que es mostra a la imatge). El pla medià és l'únic fix, a la manera a la qual s'han definit. Es pot, per exemple, fer un tall horitzontal, frontal o sagital de manera que respecten les seues direccions. Exemples són el pla horitzontal que es pot fer a l'altura de les espatlles, del genoll o qualsevol altra altura (vegeu el dibuix).

### Direccions[13]

Direccions d'anatomia.

Imatge representant direccions rostral i caudal.

Per a l'estudi de l'anatomia es poden fer servir direccions anatòmiques que indiquen localitzacions relatives o recorreguts de sistemes i òrgans determinats. La base de direccions de l'ésser humà és molt semblant a la de la resta de vertebrats. Els vertebrats s'integren en aquesta metodologia d'estudi gràcies a la disposició bàsica que comparteixen:
1. Simetria bilateral: Moltes de les estructures i els òrgans són simètrics a cada costat del pla medià.
2. Disposició de tub dins un tub: Dins de la forma de cada vertebrat disposen d'un tub digestiu.
3. Segmentació: Repetició de membres en direcció axial (costelles, extremitats, etc.).
4. Columna vertebral buida i nervada.
5. Notocordi.
6. Bosses faríngies.

Així doncs, uns exemples de direccions anatòmiques són:
- Cranial-Caudal o Inferior-Superior
- Medial-Lateral
- Ventral i anterior-Dorsal i posterior
- Proximal-Distal
- Dreta-Esquerra
- Superficial-Profund

També es fan servir en conjunt les direccions Rostral i Caudal.

## Anatomia humana
Les persones pertanyen a la classe dels mamífers i, a grans trets, l'anatomia dels humans és similar a la de la majoria dels mamífers. Es mostra a continuació una llista de parts de l'anatomia de persones: Les paraules llatines s'escriuen en cursiva.

### Sistema esquelètic

Esquema del sistema esquelètic i ossos principals.

- Esquelet
  - Crani calva
  - Clavícula clavicula
  - Manubri manubrium
  - Omòplat scapula
  - Estèrnum sternum
  - Costelles costae
  - Húmer humerus
  - Cúbit cubitus
  - Radi radius
  - Carps carpus
  - Metacarps metacarpus
  - Falanges Phalanx
  - Pelvis pelvis
  - Fèmur femur
  - Ròtula patella
  - Tíbia tibia
  - Peroné fibula
  - Peu pes
  - Columna vertebral columna

### Sistema nerviós
El sistema nerviós és el que s'encarrega de controlar totes les funcions del cos. Això s'aconsegueix gràcies als nervis, que poden comunicar ràpidament, mitjançant senyals, amb tots els músculs i glàndules del cos, per tal de donar ordres sobre quan i com treballar. És gràcies al sistema endocrí que es transporten hormones a la sang, que les transporta per tot el cos.
El sistema nerviós també transmet informació de l'entorn gràcies a la percepció sensorial. Gràcies als òrgans sensorials, els nervis a la pell, els músculs i els ossos envien un flux constant d'informació al tàlem on la informació és ordenada i es transmet per tal de post-processar-la.

### Sistema circulatori
Les funcions del sistema de circulació són proveir al cos d'oxigen i nodriment, així com de transportar residus, diòxid de carboni i excedents excretats a través dels teixits. La part dreta del cor actua com a bomba de sang als pulmons, on s'extreu el diòxid de carboni i s'aconsegueix oxigen fresc. La sang oxigenada és dirigida una altra vegada cap al cor, que en aquest car, rep la sang oxigenada a la part esquerra on es bomba la sang cap a fora a l'artèria principal, l'artèria aorta, on la sang es reparteix a tot el cos. El sistema circulatori consta de les artèries i vasos limfàtics exteriors al cor que transporten els excedents de la perifèria a la seua tornada mitjançant el sistema de venes.
- Cor cor
- Vasos sanguinis
  - Sang, vena, artèria, capil·lar
- Vasos limfàtics

### Aparell digestiu
El sistema digestiu està format pels conductes per on circulen els aliments que s'ingereixen, així com els òrgans auxiliars que serveixen per a la digestió del menjar.
El camí de l'aliment a través del cos humà comença a la boca, on es tritura i mescla amb la saliva. Després, transcorre a través de la boca cap a l'esòfag fins a arribar a l'estómac. Dins l'estómac, s'afegeix al menjar un àcid fort i diversos enzims, essent remogut pels moviments musculars de l'estómac, de manera que es converteix en una pasta blana. Quan el menjar és ben pastat passa a través del duodè en petites porcions.
En el duodè s'afegeix la bilis del fetge i el suc pancreàtic del pàncrees, més enllà comença l'absorció de les substàncies que no necessiten ser dividides en parts més petites, per exemple, les vitamines solubles en aigua.
L'aliment passa primer per l'intestí prim on s'absorbeixen els nutrients, i després per l'intestí gros, on s'absorbeixen els líquids i les sals.
Finalment, les substàncies restants s'excreten pel recte. El Fetge i el pàncrees són tradicionalment considerats com a parts del sistema digestiu, tot i que són dues glàndules endocrines i exocrines.
- Boca os
- Laringe pharynx
- Esòfag oesophagus
- Estómac ventriculus
- Duodè duodenum
- Intestí prim intestinum tenuis
- Intestí gros colon
- Anus anus
- Fetge jecur
- Vesícula biliar vesica biliaris
- Pàncrees pancreas

### Aparell respiratori
- Laringe larynx
- Tràquea trachea
- Bronquis
- Pulmons pulmones

### Aparell urogenital

#### Via urinària
- Ronyons ren
- Urèters
- Bufeta urinària
- Uretra

#### Aparell reproductor masculí
- Penis penis
- Testicles testis
- Epidídim epididymis
- Pròstata prostata

#### Aparell reproductor femení
- Vagina vagina
- Clítoris clitoris
- Cèrvix cervix
- Úter uterus
- Trompes de Fal·lopi salpinx
- Ovaris ovarium

### Sang i òrgans relacionats

#### Sang
- Sang
  - Plasma sanguini
  - Plaquetes
  - Glòbuls vermells (Eritròcits)
  - Globuls blancs (Leucòcits)

#### Òrgans de tractament de la sang
- Melsa
- Medul·la òssia vermella

### Glàndules

#### Glàndules endocrines
- Glàndula tiroide glandula thyroidea
- Pàncrees pancreas
- Hipòfisi hypofysen
- Glàndula suprarenal adrenes

#### Glàndules exocrines
- Glàndula paròtide glandula parotis
- Glàndula mamària mamma
- Glàndula lacrimal glandula lacrimalis
- Glàndules sudorípares
- Fetge jecur

### Òrgans sensorials
Els sentits són el contacte del sistema nerviós amb el món exterior. Es troba entre totes aquelles informacions de les quals es recopilen dades.
- Ulls - oculus - Vegeu també Vista
- Oïts - auris - Vegeu també Oïda
- Nas - nasus - Vegeu també Olfacte
- Llengua - lingua - Vegeu també Gust
- Pell - dermis - Vegeu també Tacte
- Equilibri - Vegeu també Sistema vestibular

### Sistema tegumentari
La pell és la defensa interior del cos contra els agents físics i químics, així com contra la invasió dels microorganismes, per exemple, els bacteris i els virus.
Està dividida en diferents capes, la més exterior és la formada pel fi teixit epitelial, a sota, es troba l'epidermis i al següent nivell de profunditat es troba el derma. Al sistema tegumentari hi contribueix també la presència de les ungles, els cabells, les glàndules sudorípares i les glàndules sebàcies.
- La pell
  - Teixit epitelial epithelium
  - Epidermis epidermis
  - Derma dermis
  - Hipodermis subcutis
- Estructures derivades
  - Cabell
  - Ungles
  - Glàndules sudorípares
  - Glàndules sebàcies

## Anatomia artística

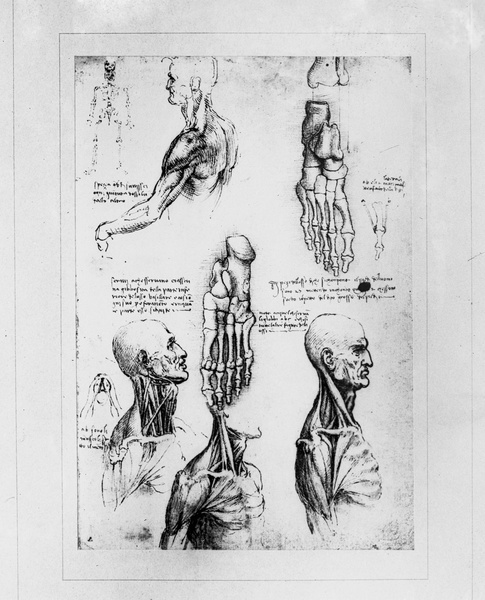
Estudis anatòmics de Leonardo da Vinci.

La descoberta l'anatomia humana està íntimament lligat a l'anatomia artística. Es pot concretar encara més i afirmar que els coneixements de l'anatomia humana i l'artística discorren paral·lels a la història del nu a l'art i en la vida quotidiana. Els grecs no tenien tanta necessitat de diseccionar cadàvers (malgrat les viviseccions d'Heròfil de Calcedònia, qui va treballar en l'hel·lenística Alexandria en temps de l'Imperi Romà), per efectuar representacions figuratives del cos humà com van haver de fer mil cinc-cents anys més tard els científics-artistes del Renaixement. Ja que els antics grecs, des de petits, contemplaven els nus dels seus joves atletes i de les seves heteres. Tanmateix, no s'ha d'exagerar aquest vincle.
La representació artística té la seva pròpia trajectòria, independent de la trajectòria de la ciència, malgrat les indiscutibles coincidències que es troben, com en els estudis de Leonardo da Vinci. L'exemple del nu grec el posa de manifest: els curos eren un model de representació artística arcaïtzant i una mica hieràtica, però no un model de representació anatòmica. La representació anatòmica dels curos va estar idealitzada o esquematitzada durant dos-cents anys, des de l'Estil arcaic (650 aC) fins Fídies i Praxíteles (c. 450 aC), i el període del classicisme hel·lenístic que després es va estendre a les arts etrusques i romanes; en aquestes dues arts crida l'atenció que la recerca doni a vegades un descarnat realisme; els busts etruscs i romans eren inicialment escultures en terracota o en bronze que obtenien dels motlles de mascaretes funeràries, ja que el paradigma d'aquestes cultures era suposar que es preservava alguna cosa de la vida del difunt en representar de la manera més fidel possible les seves faccions.